# 王宜聲
王宜聲（1905年11月6日—1989年2月10日）。江蘇省鎮江縣人。民國37年（1948年）在工人團體東區（江蘇、浙江、安徽、山東四省；南京、上海、青島三市）當選第一屆立法委員。

出席制憲國民大會代表時

## 生平[1][2]
- 上海麥倫書院肄業
- 江蘇郵政管理局郵務員
- 南京郵務工會創辦人
- 上海全國郵務工會籌備會常務委員
- 南京市郵務總工會籌備主任
- 中國國民黨黨團書記
- 南京市郵務總工會理事長
- 全國郵務總工會常務委員、南京市總工會理事長
- 南京特別市參議員
- 制憲國民大會代表
- 中國國民黨南京市黨部執行委員
- 中國國民黨臺灣區郵政黨部書記長
- 立法委員黨部委員
- 中國國民黨第十一次全國代表大會代表、黨務顧問、中央評議委員
- 勞工基準法案勞工代表